# Идеальные связи
Идеа́льные свя́зи — класс связей, удовлетворяющих следующему условию: суммарная возможная работа всех реакций этих связей на любых возможных перемещениях равна нулю.
Аналитически сформулированное выше условие идеальности для системы материальных точек может быть сформулировано так:
{\displaystyle {\overset {}{\overset {N}{\underset {\nu =1}{\sum }}}}\;(\,\mathbf {R} _{\nu }\,,\;\delta \mathbf {r} _{\nu })\;=\;0}  ,
где  {\displaystyle N} — число точек, входящих в систему,  {\displaystyle \mathbf {R} _{\nu }} — равнодействующая реакций связей, приложенных к {\displaystyle \nu }-й точке, {\displaystyle \delta \mathbf {r} _{\nu }} — возможное перемещение данной точки (круглыми скобками обозначено скалярное произведение векторов).

Примеры идеальных связей:
1.  Наложенная на материальную точку связь в виде гладкой поверхности (неподвижной или деформирующейся с течением времени), по которой должна двигаться точка (здесь возможные перемещения лежат в касательной плоскости к данной поверхности, а реакция связи этой плоскости ортогональна, так что скалярное произведение равно нулю).
2.  Внутренние связи в абсолютно твёрдом теле, обеспечивающие постоянство расстояний между текущими положениями точек тела.
3.  Контакт двух абсолютно твёрдых тел, соприкасающихся при движении гладкими поверхностями.
4.  Контакт двух абсолютно твёрдых тел, соприкасающихся при движении абсолютно шероховатыми поверхностями.